# Siklöja
Siklöja (Coregonus albula) är en fisk i familjen laxfiskar. Den förekommer i norra Europa och fiskas bland annat för sin rom – löjrom.

## Beskrivning

### Kännetecken
Spetsen på fiskens underkäke skjuter fram förbi överkäken. Tänder förekommer bara på tungan och underkäken. Storleken överstiger sällan 30 centimeter och vikten 80 gram.

### Utbredning
Siklöjan förekommer i Skandinavien och i Finland (i Norge endast fläckvis i söder), i Baltikum, norra Tyskland, fläckvis i Storbritannien och Irland samt inplanterad i Polen och Frankrike. Österut genom Ryssland till Valdaj-området. I Sverige över hela landet (i Norrland endast i den östra delen).

### Vanor
Siklöjan lever i stim i kalla, näringsfattiga sjöar. Kan även gå ut i bräckt vatten (inklusive nordligaste Östersjön). Den leker i slutet av året och går då gärna upp i floder och åar, ofta redan på sensommaren. Leken kan ske både i vattendragen och i stillastående sjöar. Uppemot 3000 ägg kan läggas av en hona. 
Livslängden är 10 år.

## Matfisk

### Ekonomisk betydelse
Siklöjan är landskapsfisk i Norrbotten. Dess rom, löjrom, anses vara en delikatess.
I byn Nusnäs vid Siljan, strax söder om Mora, anordnas i augusti varje år SM i notdragning. Under tävlingen dras not (ett nät som bildar en stor håv) efter blikta. Då kan upp emot två ton blikta (= siklöja från Siljan) fångas på en och samma kväll.
På Västbynäset utanför Deje i Forshaga kommun vid sjön Visten håller Vistens Notdragarförening till och varje år två veckor i november fångas sekling där med not.

### Matlagning
Siklöjan är en matfisk, ganska benig men god. Brukar ibland stekas i stora wokstekpannor och säljas på torg. I Finland brukar man göra en så kallad muikkukukko (siklöjekaka) som är ett vanligt bröd med fyllning av siklöja. Man brukar även fritera hela små siklöjor i skorpmjöl. Dessa säljs på torg och i butiker.

## Dialektala namn
| Namn           | Trakt                         | Not                          |
| -------------- | ----------------------------- | ---------------------------- |
| Blikta         | Runt Siljan                   | En mindre variant av siklöja |
| Guppa          | I Dalsland                    | [ 1 ]                        |
| Mujka          | I Finland                     | Avlett från muikku = siklöja |
| Sekling        | Runt Visten                   | Sjö utanför Deje             |
| Sil            | Runt Vänern                   |                              |
| Sommaströmming | Sjön Sommen                   |                              |
| Vemme/Vemma    | Värmland/vissa norska trakter | Årjängs kommun               |
| Vimma          | Runt Ånimmen i Dalsland       | Åmåls kommun                 |
| Stämling       | Hälsingland                   |                              |
| Kutul          | Larsmo i Finland              |                              |